# مونیک فن ده فن
مونیک فن ده فن (انگلیسی: Monique van de Ven؛ زادهٔ ۲۸ ژوئیهٔ ۱۹۵۲) یک هنرپیشه و کارگردان اهل هلند است.
وی بازیگر فیلم‌هایی همچون راحت‌الحلقوم بوده‌است.